# Schwarzenmühle (Murrhardt)
Die Schwarzenmühle (früher Walkmühle) ist eine stillgelegte Wassermühle und ein Wohnplatz der Stadt Murrhardt im baden-württembergischen Rems-Murr-Kreis. Die Mühle bestand bereits im 16. Jahrhundert und war im Laufe ihrer langen Geschichte eine Getreide-, Loh-, Säg-, Schleif- und Walkmühle. In den 1970er Jahren wurde der Betrieb aufgegeben.

## Geographische Lage
Die Schwarzenmühle liegt etwa 1,5 Kilometer westlich der historischen Altstadt, an einem etwa 100 Meter langen Mühlenkanal, der rechts vom Hörschbach abzweigt. Umliegende Orte sind das Eulenhöfle im Südosten, Waltersberg im Süden, der zu Auenwald gehörende Trailhof im Südwesten und Siebenknie im Westen. Etwa 400 Meter südlich des Wohnplatzes beginnt das Naturschutzgebiet Hörschbachschlucht.

## Geschichte
Erstmals erwähnt wurde die Schwarzenmühle als Walck- und Schleifmüllin im Jahre 1581, als sie von dem Murrhardter Tuchmacher Wilhelm Graf erbaut wurde. Um 1735 befand sich die Mühle im Besitz des Weißgerbers Joseph Zahn und des Hans Jakob Wurm. Zu Beginn des 19. Jahrhunderts hieß die Mühle schlicht Walkmühle und diente als Getreidemühle, Sägewerk und Futterschneide. Um 1830 war sie im Besitz des Zimmermanns Gottlieb Schwarz und trägt seitdem den Namen Schwarzenmühle. Von Schwarz ging das Eigentum an der Mühle auf Carl Leonhardt Weller über. Bis nach dem Zweiten Weltkrieg wurde mit einem Wasserrad gearbeitet. 1946 wurde das Wasserrad durch eine Turbine mit 16 PS Leistung ersetzt. Bis 1960 wurde die Anlage von Müllermeister Carl Zügel als Mahlmühle genutzt. Ernst Klenk, Schwiegersohn Zügels, betrieb die Säge noch bis 1973. Anschließend wurden Mühle und Sägemühle zu Wohnhäusern umgebaut.
Das Haupthaus, das ehemalige Mahlgebäude, das Backhäuschen und der Mühlenweiher sind als Sachgesamtheit nach § 2 Denkmalschutzgesetz geschützt.